# Dario Brose
Pour les articles homonymes, voir Brose.
Dario Brose, né le 27 janvier 1970 à Brooklyn, New York, est un joueur international américain de soccer jouant au poste de milieu.

## Biographie
Après cinq ans de retraite durant lesquelles il a exercé diverses fonctions d'entraineur et de dirigeant, il a décidé en 2007 de revenir sur les terrains en signant un contrat avec les RailHawks de la Caroline qui jouent alors en Première division de United Soccer Leagues.

## Palmarès
Earthquakes de San José
- Vainqueur de la Coupe MLS en 2001